# Montserrat Catalan i Benavent
Montserrat Catalan i Benavent (Barcelona, 1950) ha estat secretària del president Josep Tarradellas i Joan i directora de l'Arxiu Montserrat Tarradellas i Macià. Va gestionar el llegat documental de l'arxiu presidencial, dipositat al monestir de Poblet, del qual en va ser directora des del 1988 fins a la seva jubilació. El 2017 se li va concedir la Creu de Sant Jordi per la seva tasca de preservació de la memòria del president Tarradellas.